# 10月6日橋

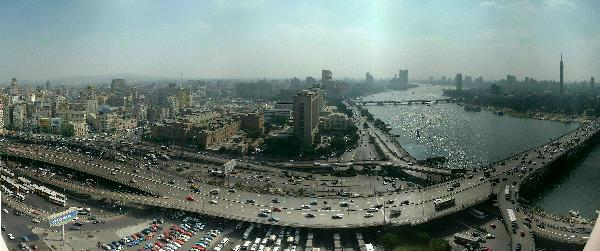
10月6日橋

10月6日橋 (じゅうがつむいかばし、アラビア語: جسر 6 أكتوبر、英語: 6th October Bridge) は、エジプトのカイロにある無料の高架道ハイウェイ。カイロ県西のギーザ県内ドッキ地区にあるドッキ通りとバタ＝アハメド＝アブド＝エル・アジズ通りの切り替わり地点の農業博物館横から、ナイル川の中州であるゲジーラ島、カイロ市街中心部にあるエジプト考古学博物館の北側、国鉄ラムセス駅前、メトロ3号線アッバセイヤ駅前等を通り、カイロ国際空港方面に繋がるサラー＝サーレム通りを超えて、ナスルシティにあるナスル通りまでを繋いでいる。第四次中東戦争が勃発した10月6日を記念して名づけられた。毎日、カイロの人口の半分以上の人間が利用しており、その重要性から『脊髄』と呼ばれている。ギザ方面は5月15日高架橋に直接連絡している。交通量が非常に多く、日中通り抜けるのには45分以上を要する。
30年もの年月を費やし、1996年に完成した。一部鋼製桁橋であるが、その殆どがコンクリート桁橋であり、特に最近の延伸部分は連続桁となっている。途中のメトロ1号線ガムラ駅前のイスマイリア通りを跨ぐ部分には、上下線で設置高さの異なる2面吊りのコンクリート斜張橋となっている。また、国鉄ラムセス駅前と5月15日高架橋の間のギザ方面車線は後から追加されたため幅員が大きい。
ギザ方面からヘリオポリス方面には乗り口が10方向(うちザマレックに閉鎖1箇所)、降り口が12方向、ヘリオポリス方面からギザ方面には、乗り口9方向、降り口が11方向(うち1箇所は5月15日高架橋に連絡)設置されている。